# Pseudolasius bucculentus
Pseudolasius bucculentus é uma espécie de formiga do gênero Pseudolasius, pertencente à subfamília Formicinae.